# توقيت قطر
يتبع توقيت قطر التوقيت العربي القياسي (ت ع م+03:00). حالياً قطر لا تطبق التوقيت الصيفي.